# Combinata nordica al Festival olimpico della gioventù europea
La combinata nordica è stato inserito nel programma del Festival olimpico della gioventù europea nella sesta edizione, che si è svolta nel 2003.

## Edizioni
| Giochi | Anno | Sede                  | Gare          |
| ------ | ---- | --------------------- | ------------- |
| VI     | 2003 | Bled                  | 2             |
| VII    | 2005 | Monthey               | Non disputato |
| VIII   | 2007 | Jaca                  | Non disputato |
| IX     | 2009 | Polonia               | 3             |
| X      | 2011 | Liberec               | 2             |
| XI     | 2013 | Brașov                | Non disputato |
| XII    | 2015 | Vorarlberg e Vaduz    | 3             |
| XIII   | 2017 | Erzurum               | Non disputato |
| XIV    | 2019 | Sarajevo              | Non disputato |
| XV     | 2022 | Vuokatti              | 3             |
| XVI    | 2023 | Friuli-Venezia Giulia | 3             |
| XVII   | 2025 | Bakuriani             | Non disputato |

## Discipline
Nella seguente tabella le discipline disputate nelle varie edizioni.
| Edizione | Gundersen maschile | Gundersen femminile | Sprint maschile | Gara a squadre maschile | Staffetta maschile | Staffetta mista |
| -------- | ------------------ | ------------------- | --------------- | ----------------------- | ------------------ | --------------- |
| 2003     | •                  |                     |                 | •                       |                    |                 |
| 2005     |                    |                     |                 |                         |                    |                 |
| 2007     |                    |                     |                 |                         |                    |                 |
| 2009     | •                  |                     | •               | •                       |                    |                 |
| 2011     | •                  |                     |                 |                         | •                  |                 |
| 2013     |                    |                     |                 |                         |                    |                 |
| 2015     | •                  |                     |                 |                         | •                  |                 |
| 2017     |                    |                     |                 |                         |                    |                 |
| 2019     |                    |                     |                 |                         |                    |                 |
| 2022     | •                  | •                   |                 |                         |                    | •               |
| 2023     | •                  | •                   |                 |                         |                    | •               |
| 2025     |                    |                     |                 |                         |                    |                 |

## Medagliere complessivo
| Posiz. | Nazione   | Oro | Argento | Bronzo | Totale |
| ------ | --------- | --- | ------- | ------ | ------ |
| 1      | Germania  | 6   | 3       | 3      | 12     |
| 2      | Austria   | 4   | 4       | 3      | 11     |
| 3      | Polonia   | 1   | 2       | 1      | 4      |
| 3      | Italia    | 1   | 2       | 1      | 4      |
| 5      | Francia   | 1   | 1       | 3      | 5      |
| 6      | Slovenia  | 1   | 1       | 2      | 4      |
| 7      | Rep. Ceca | 1   | 1       | 0      | 2      |
| 8      | Norvegia  | 1   | 0       | 2      | 3      |
| 9      | Finlandia | 0   | 2       | 1      | 3      |
| Totale | Totale    | 16  | 16      | 16     | 48     |